# Армагедон 2419 року нашої ери
«Армагедон 2419 року нашої ери» (англ. Armageddon 2419 A.D.) — науково-фантастична повість, написана американським письменником Філіпом Френсісом Ноуланом та опублікована уперше в серпні 1928 року.

## Сюжет
Головний герой і оповідач — ветеран Першої світової війни, який у 1927 році, досліджуючи незвичайне явище в шахті, потрапив у сплячку та прокинувся 492 роки потому. Далі дія переміщується на територію сьогоднішніх США через кілька століть після того, як вони зазнали поразки у великій війні, на руїнах яких ханьські завойовники або «червоні монголи» побудували п'ятнадцять великих міст, між якими нащадки американців, що вижили, живуть і намагаються за допомогою сучасних технологій повернути свободу своїй батьківщині.